# Cuchilla Grande (Uruguay)

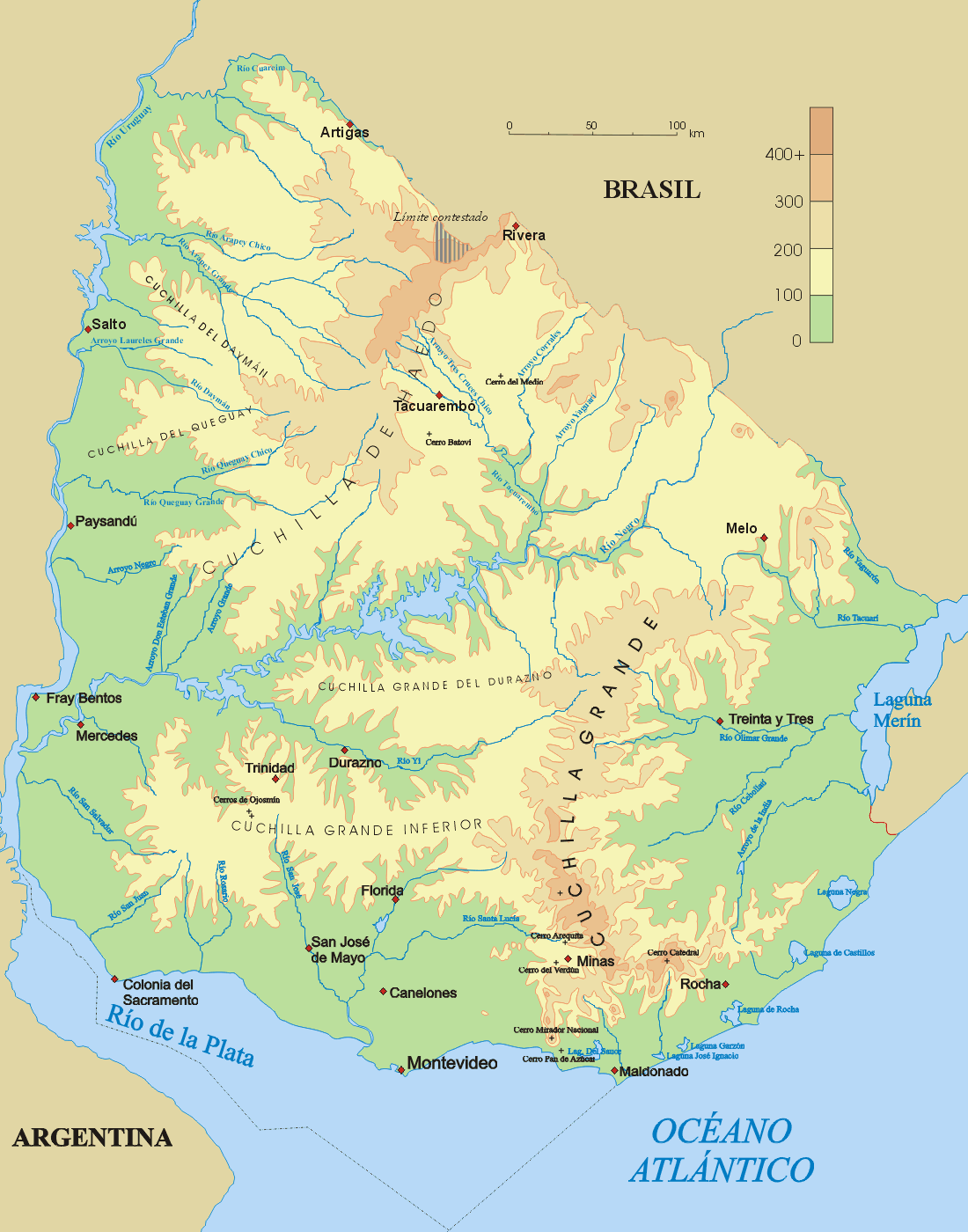
Mapa físico de Uruguay, en el cual se destaca la Cuchilla grande, al sudeste del centro.

La Cuchilla Grande es una cordillera de cuchillas, que cruza el territorio de Uruguay de oriente a poniente por el sur del Río Negro. Se origina en la región de la Sierra Aceguá (400 m de altitud) luego decae para volverse a elevar cuando se desprende hacia el este, la Cuchilla del Olimar y la Sierra de Sosa. Hacia el oeste se desprenden varios ramales. La Cuchilla Grande del Durazno que delimita la divisoria de aguas entre el Río Negro y el Río Yí. La Cuchilla Grande Inferior, pierde altura hacia el oeste con los nombres de Cuchilla de Santo Domingo, Cuchilla del Pintado; luego se divide en 3 ramas: Cuchilla del Bizcocho, de San Salvador y de Colonia acercándose a las márgenes del Río Uruguay y del Río de la Plata.
Más al sur la Cuchilla Grande del Sur, atraviesa con escasa altura los departamentos de Canelones y Montevideo.
De las ramificaciones orientales, la más importante es la Sierra Carapé donde se encuentra el Cerro Catedral (la máxima altura del país).

## Véase también

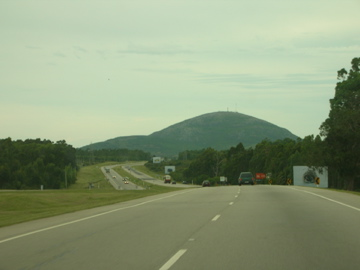
Cerro Pan de Azúcar desde la ruta.

## Principales ramales
- Cuchilla de Mansavillagra
- Sierra Carapé
- Sierra Aceguá
- Sierra de las Ánimas
- Cuchilla Grande Inferior
- Cuchilla de Cerro Largo
- Cuchilla de Mangrullo
- Cuchilla de Legris